# Gawliki Małe
Gawliki Małe (dawniej Drygalsk, Drygalsken, Klein Gablick) – osada w Polsce położona w województwie warmińsko-mazurskim, w powiecie giżyckim, w gminie Wydminy.
W latach 1975–1998 miejscowość administracyjnie należała do województwa suwalskiego.

## Zabytki
- Zespół dworski:
  - Dwór z poł. XIX w., piętrowy, skromny. Do 1939 właścicielem majątku był niemiecki pułkownik Heumann[3].
  - Folwark z oficyną, magazynami i gorzelnią.
  - Cmentarz wojenny z I wojny światowej[4].